# Svanerne i Sortedamssøen
Svanerne i Sortedamssøen er en dansk stumfilm fra 1897 af hoffotograf Peter Elfelt. Filmen var en af de første film filmet i Danmark og varer kun 1 minuts tid (11 meter 35 mm film).